# Чумний лікар

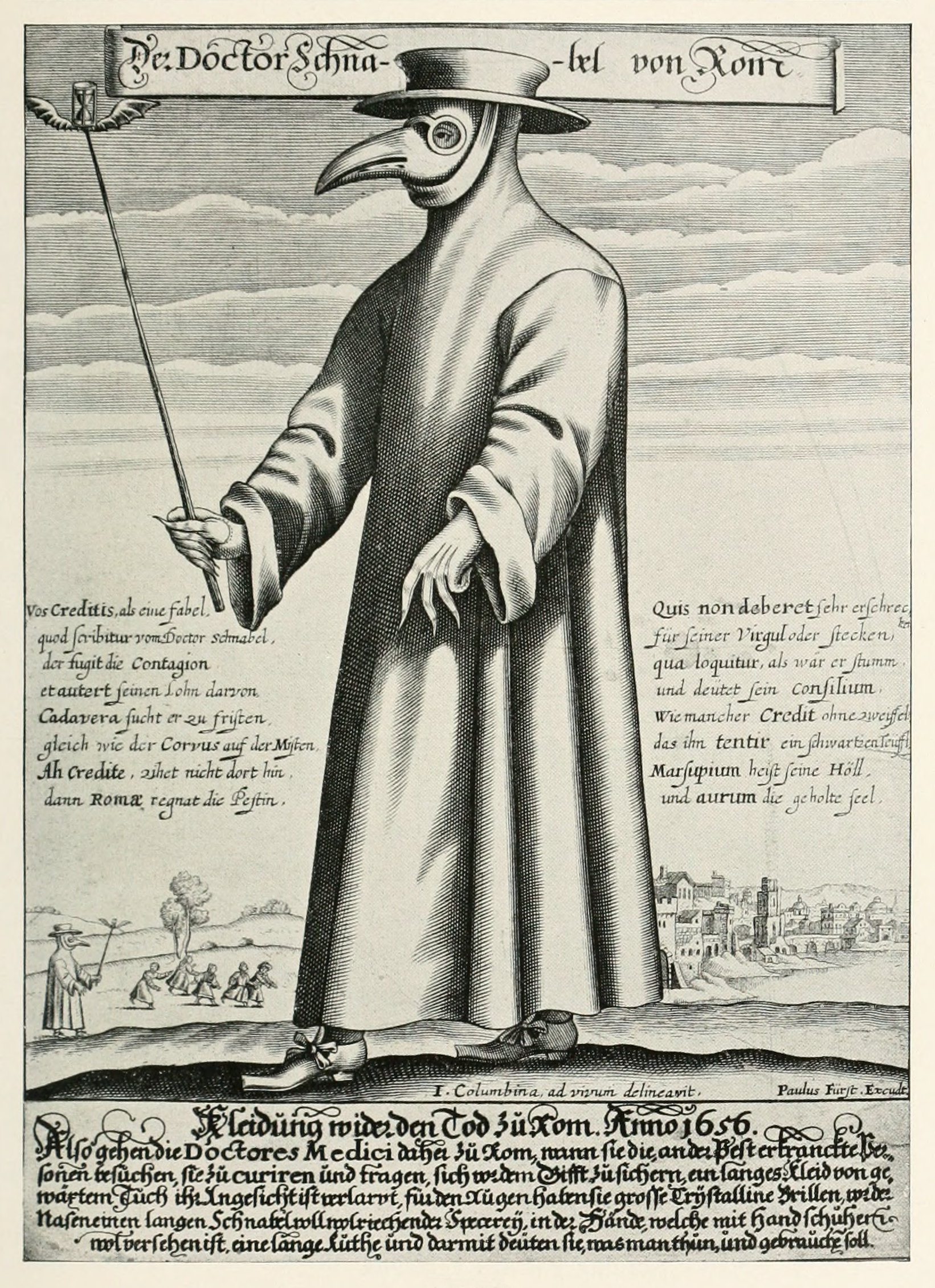
Гравюра Пауля Фюрста, 1656

Чумний лікар (англ. plague doctor, нім. Pestarzt, італ. physici epidemeie) — лікар у середньовічній та ренесансній Європі, основним обов'язком якого було лікування хворих на чуму у період її епідемій. Як правило, чумні лікарі не були професіоналами, а виконували другорядні завдання чи були початківцями, що прагнули зробити кар'єру. Зазвичай наймалися міською владою або окремими знатними родинами за домовлену платню. Чимало чумних лікарів насправді були шарлатанами.
Чумні лікарі від XVII століття відомі примітними захисними костюмами, що складалися з довгої сорочки та маски, виконаної у формі дзьоба.

## Історія
Хоча епідемії чуми були відомі й до середньовіччя, спеціалізованих лікарів для боротьби з ними тривалий час не існувало. Перший відомий прецедент найму лікарів конкретно для лікування чуми створив Папа Римський Климент VI під час «Чорної смерті». У 1348 році він запросив декількох лікарів для лікування жителів Авіньйона. З огляду на людські втрати й економічні збитки від епідемій чуми, її лікарі стали високо цінуватися. Прикладу Папи почали слідувати сюзерени або влада постраждалих від чуми великих міст. Лікарі, попри неефективність більшості методів лікування, усували видимі прояви чуми та сприяли збереженню карантину. Тож їхні послуги почали щедро оплачуватися і їм надавалися привілеї, такі, як дозвіл розтинати й досліджувати трупи померлих.
Відомо, що в 1348 році італійське місто Орв'єто найняло чумного лікаря на ім'я Маттео Анджело з річною платнею в 200 флоринів — учетверо вищою, ніж у звичайного лікаря. У 1645 року місячна платня чумному лікареві Единбурга Джорджові Рею складала 40 шотландських фунтів на місяць, але скоро була піднята до 110. Цінність чумних лікарів підтверджує випадок у 1650 року, коли з Барселони до Тортоси було надіслано двох лікарів. Дорогою їх захопили бандити з метою викупу, і Барселона виконала вимоги зловмисників.
У 1619 році французький лікар Шарль де Лорм представив загалу розроблений ним костюм для чумних лікарів, що став відтоді невід'ємною складовою їхнього образу. Вперше костюм був застосований у Неаполі, а пізніше поширився по Європі.

## Костюм і спорядження

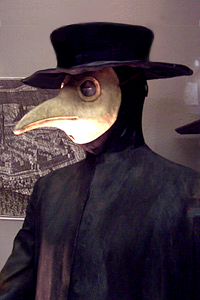
Маска і головний убір цілителя чуми, Німеччина, XVII століття.

Для захисту від хвороботворних випарів «міазмів», що вважалися збудниками чуми, чумні лікарі носили маску із дзьобом. Маска виготовлялася зі щільної шкіри, мала скельця навпроти очей для огляду. В її дзьоб закладалися квіти, трави та прянощі — трояндові пелюстки, розмарин, лавр, ладан і т. д., що мали захищати від чумних «міазмів». У ранніх версіях маска закривала тільки обличчя, але пізніше почала повністю покривати голову. Для того, щоб не задихнутися, в дзьобі пророблялися два невеликі отвори. Голову покривав невисокий плоский капелюх.
Щільний костюм, як правило, чорного кольору, також виготовлявся зі шкіри або вощеної тканини, складався з довгої сорочки, що спускалася до п'ят, штанів і високих чобіт, а також пари рукавичок.
До рук чумний лікар брав довгу палицю для того, щоб не доторкатися до пацієнта руками. Втім, цей попередник сучасного костюма індивідуального захисту рятував не завжди, особливо за наявності у хворого легеневої форми чуми. У такому випадку передавання збудника цієї хвороби — чумної палички, відбувалось повітряним шляхом, і вона потрапляла у дихальні шляхи лікаря через незахищені отвори для дихання у масці. Тому багато лікарів гинули в спробах надати допомогу своїм пацієнтам.

## Методи лікування
Зазвичай чумні лікарі боролися лише з зовнішніми ознаками чуми. Їхнє головне заняття полягало у вирізанні чи припіканні бубонів. Деякі лікарі вдавалися до кровопускань за допомогою п'явок, або клали на тіло хворого жаб, обґрунтовуючи ці дії алхімічними уявленнями («збалансування рідин»). Чумним лікарям часто заборонялося подорожувати чи спілкуватися зі здоровими до закінчення терміну найму. Вони нерідко самі опинялися в карантині разом із пацієнтами.
В епоху Ренесансу медична практика чумних лікарів збагатилася усуненням трупів померлих від живих здорових осіб, забезпечення хворих якісною їжею, водою та чистим повітрям. Як ліки застосовувалися настоянки з трояндових пелюсток.

## Відомі лікарі, що лікували чуму
- Джованні де Вентура — італійський чумний лікар, що обслуговував у 1479 році місто Павія[11].
- Мішель де Нотрдам (Нострадамус) — французький лікар, алхімік і астролог XVI століття, відомий розробкою раціональних методів утримання хворих, порадами з усунення трупів і використання рослинних настоянок. Також рекомендував не вдаватися в лікуванні чуми до кровопускань[10].
- Амбруаз Паре — французький хірург XVI століття[12].
- Теофаст Парацельс — лікар, алхімік, математик і філософ XVI століття[12].
- Найлл Ó Глацен — ірландський лікар XVI—XVII століть, що здобув широке визнання також у Франції, Іспанії та Італії[13].

## Образ чумного лікаря у мистецтві

### Театр
Через специфічний зовнішній вигляд, а також містичний ореол, чумні лікарі здобули помітний відгук у європейській культурі. Зокрема, в італійській «Комедія дель арте» є відповідний персонаж, а серед знаменитих венеційських масок є маска чумного лікаря.